# Europcar Cup
De Europcar Cup was een golftoernooi dat jaarlijks werd gespeeld van 1985 tot en met 1988 tussen een team van professionals uit het Verenigd Koninkrijk en Ierland en een team van professionals uit continentaal Europa. In 2000 volgde de Seve Trophy met een soortgelijk concept.

## Edities
| Jaar | Winnaars                                                                                     | Verliezers                                            |
| ---- | -------------------------------------------------------------------------------------------- | ----------------------------------------------------- |
| 1988 | Antonio Garrido Mats Lanner Miguel Ángel Martín Jesper Parnevik Costantino Rocca Géry Watine | Ross Drummond David Jones Glenn Ralph Philip Walton ? |